# ЛГСФ (Каунас)
Литовська федерація гімнастики та спорту (лит. Lietuvos gimnastikos ir sporto federacija) — колишній литовський футбольний клуб з Каунаса, що існував у 1927—1944 роках.

## Досягнення
- А-ліга
  - Чемпіон (1): 1939
  - Срібний призер (1): 1938
  - Бронзовий призер (4): 1932, 1933, 1934, 1936.